# Ellyn Kaschak
Ellyn Kaschak (23 de junio de 1943) es una psicóloga clínica estadounidense y una de las fundadoras del campo de la psicología feminista, el cual ella ha practicado y enseñado desde 1972. Sus tantas publicaciones, incluyendo Engendered Lives: A New Psychology of Women´s Experience (Kaschak, 1993), han ayudado a definir el campo. Además es la actual editora del periódico académico Women & Therapy.

## Educación
Ellyn Kaschak nació en Brooklyn, Nueva York y se graduó de Harpur College de la State University of New York con una Licenciatura en Lenguaje y Literatura rusa (1965). Tres años después, obtuvo un grado de maestría de la George Washington University. En 1974, recibió un Doctorado en Psicología Clínica de la Ohio State University. Además, Kaschak completó una pasantía en el Palo Alto Veterans Administration Hospital. 

## Carrera
Kaschak ha sido Profesora de Psicología en la San Juan State University desde 1974 y es actualmente profesora emérita. En la San José State University, ha servido los cargos de presidenta del programa de graduados en Casamiento, Familia y Orientación Infantil y de directora de los Servicios de Consejería de Familia de la Universidad.
Kaschak es también la editora del periódico Women and Therapy, y la jefa de redacción de la compañía publicadora de e-books Ampersand Academic Press. Kaschak ha servido como la Presidenta del Instituto de Terapia Feminista, del Comité de Psicología Femenina de la American Psychological Association (APA) y es miembro de la División 35 (la Psicología de la Mujer), la División 12 (Psicología Clínica), la División 44 (Asuntos LGBT), la División 45 (Asuntos de las Minorías Étnicas) y la División 52 (Psicología Internacional) de la APA.

## Premios
Se le han otorgado el Premio de Patrimonio (Heritage Award) y el Premio Carolyn Wood Sheriff (Carolyn Wood Sheriff Award) de la División 35; el Premio a la Líder Destacada (Distinguished Leader Award) del Comité de Mujeres en Psicología; el Premio Denmark-Reuder (Denmark-Reuder Award) de la División Internacional de Psicología; y el Premio del Instituto de Terapia Feminista (Feminist Therapy Institute Award) por sus contribuciones destacables a la psicología feminista.

## Trabajo Seleccionado

### Libros
- Kaschak, Ellyn (1992). Engendered lives: a new psychology of women's experience. New York, New York: Basic Books. ISBN 9780465013494.
- Kaschak, Ellyn; Hill, Marcia (1999). For love or money: the fee in feminist therapy. New York: Haworth Press. ISBN 9780789009562.
- Kaschak, Ellyn; Sharratt, Sara (1999). Assault on the soul: women in the former Yugoslavia. New York: Haworth Press. ISBN 9780789007711.
- Kaschak, Ellyn; Hill, Marcia (1999). Beyond the rule book: moral issues and dilemmas in the practice of psychotherapy. New York, New York: Haworth Press. ISBN 9780789007735.
- Kaschak, Ellyn (2001). The invisible alliance: psyche and spirit in feminist therapy. New York: Haworth Press. ISBN 9780789019066.
- Kaschak, Ellyn (2001). The next generation: third wave feminist psychotherapy. New York: Haworth Press. ISBN 9780789014108.
- Kaschak, Ellyn (2001). Intimate betrayal: domestic violence in lesbian relationships. Binghamton, New York: Haworth Press. ISBN 9780789016638.
- Kaschak, Ellyn; Tiefer, Leonore (2001). A new view of womens sexual problems. New York: Haworth Press. ISBN 9780789016829.
- Kaschak, Ellyn (2001). Minding the body: psychotherapy in cases of chronic and life-threatening illness. New York, New York: Haworth Press. ISBN 9780789013682.
- Kaschak, Ellyn (2001). The invisible alliance: psyche and spirit in feminist therapy. New York: Haworth Press. ISBN 9780789019066.
- Kaschak, Ellyn; Banks, Martha E. (2003). Women with visible and invisible disabilities: multiple intersections, multiple issues, multiple therapies. New York: Haworth Press. ISBN 9780789019370.
- Kaschak, Ellyn; Norsworthy, Kathryn L. (2013). Global border crossings: feminist activists and peace workers collaborating across cultures. London New York: Routledge. ISBN 9780415527880.

### Capítulos en Libros
- Kaschak, Ellyn (1981) [1976], «Feminist therapy: the first decade»,  en Cox, Sue, ed., Female psychology: the emerging self (2nd edición), New York: St. Martin's Press, pp. 387-400, ISBN 9780312287436..
- Kaschak, Ellyn (1990), «How to be a failure as a family therapist»,  en Lerman, Hannah; Porter, Natalie, eds., Feminist ethics in psychotherapy, New York, New York: Springer, pp. 71-77, ISBN 9780826162908..
- Kaschak, Ellyn (2000), «Psychopathology and psychotherapy»,  en Kramarae, Cheris; Spender, Dale, eds., Routledge international encyclopedia of women: global women's issues and knowledge, New York, New York: Routledge, ISBN 9780415920889..
- Kaschak, Ellyn (2009), «Progress notes (autobiography)»,  en Cole, Ellen; Rothblum, Esther D.; Chesler, Phyllis, eds., Feminist foremothers in women's studies, psychology, and mental health, New York: Routledge, pp. 273-282, ISBN 9781317764335..
- Kaschak, Ellyn; Bruns, Cynthia M. (2010), «Feminist psychotherapies: theory, research, and practice»,  en Chrisler, Joan C.; McCreary, Donald R., eds., Handbook of Gender Research in Psychology, Volume 2: Gender Research in Social and Applied Psychology, New York, New York: Springer, pp. 187-219, ISBN 9781441914668..
- Kaschak, Ellyn (2011), «Somewhere else: the geography of a life»,  en Greene, Beverly A.; Brodbar, Dorith, eds., A minyan of women: family dynamics, Jewish identity and psychotherapy practice, London New York: Routledge, pp. 76-85, ISBN 9780415610650..

### Artículos Periodísticos
- Kaschak, Ellyn (1976). Psychotherapy: Theory, Research & Practice 13 (1). American Psychological Association. pp. 61-63. doi:10.1037/h0086487.
- Kaschak, Ellyn (March 1978). «Sex bias in student evaluations of college professors». Psychology of Women Quarterly (Sage) 2 (3): 235-243. doi:10.1111/j.1471-6402.1978.tb00505.x.
- Kaschak, Ellyn; Bruns, Cynthia M. (2010). «Feminist psychotherapies: theory, research, and practice». Handbook of Gender Research in Psychology, Volume 2: Gender Research in Social and Applied Psychology (Springer): 187-219. doi:10.1007/978-1-4419-1467-5_9.
- Kaschak, Ellyn; Bruns, Cindy M. (2010). «Feminisms: feminist therapies in the 21st century». Women & Therapy, special issue: Feminisms: feminist therapies in the 21st century (Taylor and Francis) 34 (1–2): 1-5. doi:10.1080/02703149.2011.532447.
- Kaschak, Ellyn (2010). «The mattering map: multiplicity, metaphor and morphing in contextual theory and practice». Women & Therapy, special issue: Feminisms: feminist therapies in the 21st century (Taylor and Francis) 34 (1–2): 6-18. doi:10.1080/02703149.2010.532688.